# Islas Vestman
Las Islas Vestman (en islandés: Vestmannaeyjar, literalmente: «islas de los hombres del oeste», con el significado de «islas de los Celtas») son un grupo de islas al sur de Islandia, pertenecientes a una de las 14 ciudades independientes, según la organización territorial de Islandia.

## Geografía
Las Islas Vestman son un conjunto de 15 islas en el sur de Islandia. La isla más grande, Heimaey, es la única que está habitada.
- Heimaey (13,4 km²)
- Surtsey (1,4 km²)
- Elliðaey (0,45 km²)
- Bjarnarey (0,32 km²)
- Álsey (0,25 km²)
- Suðurey (0,20 km²)
- Brandur (0,1 km²)
- Hellisey (0,1 km²)
- Súlnasker (0,02 km²)
- Geldungur (0,02 km²)
- Geirfuglasker (0,02 km²)
- Las islas Hani, Hæna, Hrauney y Grasleysa son conocidas como Smáeyjar («islas pequeñas»).

## Demografía
La población de Vestmannaeyjar en 2013 ascendía a 4221 habitantes.

## Clima

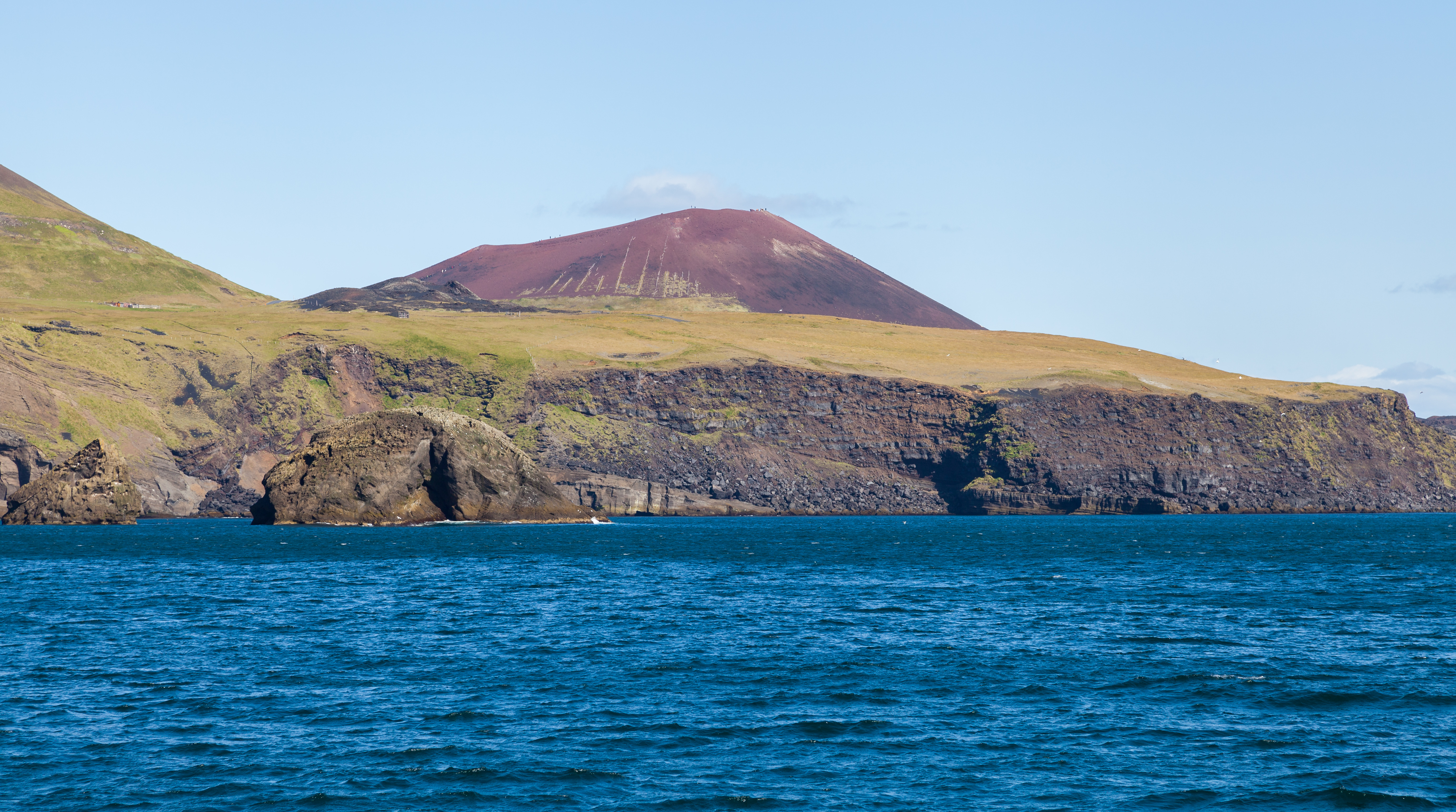
Costa de Heimaey.

| Parámetros climáticos promedio de Vestmannaeyjar | Parámetros climáticos promedio de Vestmannaeyjar | Parámetros climáticos promedio de Vestmannaeyjar | Parámetros climáticos promedio de Vestmannaeyjar | Parámetros climáticos promedio de Vestmannaeyjar | Parámetros climáticos promedio de Vestmannaeyjar | Parámetros climáticos promedio de Vestmannaeyjar | Parámetros climáticos promedio de Vestmannaeyjar | Parámetros climáticos promedio de Vestmannaeyjar | Parámetros climáticos promedio de Vestmannaeyjar | Parámetros climáticos promedio de Vestmannaeyjar | Parámetros climáticos promedio de Vestmannaeyjar | Parámetros climáticos promedio de Vestmannaeyjar | Parámetros climáticos promedio de Vestmannaeyjar |
| Mes                                              | Ene.                                             | Feb.                                             | Mar.                                             | Abr.                                             | May.                                             | Jun.                                             | Jul.                                             | Ago.                                             | Sep.                                             | Oct.                                             | Nov.                                             | Dic.                                             | Anual                                            |
| ------------------------------------------------ | ------------------------------------------------ | ------------------------------------------------ | ------------------------------------------------ | ------------------------------------------------ | ------------------------------------------------ | ------------------------------------------------ | ------------------------------------------------ | ------------------------------------------------ | ------------------------------------------------ | ------------------------------------------------ | ------------------------------------------------ | ------------------------------------------------ | ------------------------------------------------ |
| Temp. máx. abs. (°C)                             | 13.5                                             | 15.6                                             | 18.5                                             | 21.3                                             | 23.6                                             | 26.4                                             | 28.0                                             | 28.5                                             | 26.5                                             | 20.6                                             | 17.4                                             | 14.2                                             | 28.5                                             |
| Temp. máx. media (°C)                            | 3.4                                              | 3.9                                              | 3.8                                              | 5.5                                              | 8.0                                              | 10.0                                             | 11.7                                             | 11.6                                             | 9.2                                              | 6.8                                              | 4.4                                              | 3.6                                              | 6.8                                              |
| Temp. media (°C)                                 | 1.3                                              | 2.0                                              | 1.7                                              | 3.4                                              | 5.8                                              | 8.0                                              | 9.6                                              | 9.6                                              | 7.4                                              | 5.0                                              | 2.4                                              | 1.4                                              | 4.8                                              |
| Temp. mín. media (°C)                            | -0.6                                             | 0.1                                              | -0.2                                             | 1.6                                              | 4.2                                              | 6.6                                              | 8.1                                              | 8.2                                              | 5.9                                              | 3.5                                              | 0.5                                              | -0.6                                             | 3.1                                              |
| Temp. mín. abs. (°C)                             | -27.8                                            | -22.1                                            | -19.5                                            | -16.5                                            | -9.5                                             | -2.1                                             | 3.5                                              | 5.0                                              | -2.4                                             | -9.6                                             | -16.4                                            | -22.2                                            | -27.8                                            |
| Precipitación total (mm)                         | 158.2                                            | 139.1                                            | 141.4                                            | 116.5                                            | 105.4                                            | 102.2                                            | 94.9                                             | 140.3                                            | 131.2                                            | 161.5                                            | 154.1                                            | 143.5                                            | 1588.3                                           |
| Días de precipitaciones (≥ 1.0mm)                | 18.2                                             | 16.7                                             | 17.0                                             | 15.5                                             | 13.5                                             | 14.1                                             | 13.2                                             | 14.4                                             | 15.7                                             | 18.5                                             | 15.5                                             | 17.7                                             | 190                                              |
| Fuente: Hong Kong Observatory                    |                                                  |                                                  |                                                  |                                                  |                                                  |                                                  |                                                  |                                                  |                                                  |                                                  |                                                  |                                                  |                                                  |

## Transporte
La isla cuenta con un aeropuerto, el Aeropuerto de Islas Vestman.